# Torneo Apertura 2012 Liga de Ascenso
El Torneo Apertura 2012 del Ascenso MX fue el 35° torneo de la liga mexicana de fútbol de ascenso. Comenzó el 20 de julio del 2012 y contó con la participación de 15 equipos, entre ellos Estudiantes Tecos, club que descendió de la Primera División en el Clausura 2012. 
Los partidos de la final del torneo se disputaron el 28 de noviembre y el 1 de diciembre, ida y vuelta respectivamente. El campeón que fue La Piedad jugará la final de ascenso al término del Clausura 2013, contra el campeón de este último mencionado, y el ganador ascenderá a la Primera División a partir del Apertura 2013. En caso de que La Piedad gane ambos torneos, obtendrá su pase de forma automática sin necesidad de la final de ascenso, de acuerdo al reglamento de la Federación Mexicana de Fútbol.

## Cambios
- Estudiantes Tecos descendió de la Primera División de México.

- León ascendió a la Primera División de México.

- Titanes, campeones de la Segunda División de México fueron rechazados debido a que su estadio no cumplía con los requisitos de capacidad. El subcampeón, Tecamachalco tampoco pudo ascender al no tener una sede fija, por lo que el número de equipos se redujo de 16 a 15.

- Leones Negros logró evitar el descenso debido a la desafiliación de  Indios.

 En negritas se encuentran resaltados los clubes recién llegados a la Liga de Ascenso Torneo Apertura 2012.

## Sistema de competición
El sistema de calificación de este torneo es el mismo del Torneo Clausura 2012. Este se desarrolla en dos fases:
- Fase de calificación: que se integra por las 15 jornadas del torneo.
- Fase final: que se integra por los partidos de ida y vuelta en rondas de cuartos, de semifinal y final.

### Fase de calificación
En la fase de calificación, del 20 de julio al 11 de noviembre de 2012, participan los 15 clubes de la Liga Ascenso MX jugando todos contra todos durante las 15 jornadas respectivas, a un solo partido. Se obtendrán 3 puntos por juego ganado, y 1 por juego empatado.
El orden de los clubes al final de la fase de calificación del torneo corresponderá a la suma de los puntos obtenidos por cada uno de ellos y se presentará en forma descendente. Si al finalizar las 15 jornadas del torneo, dos o más clubes hubiesen empatado en puntos, su posición en la tabla general sería determinada atendiendo a los siguientes criterios de desempate:
1. Mejor diferencia entre los goles anotados y recibidos.
2. Mayor número de goles anotados.
3. Marcadores particulares entre los clubes empatados.
4. Mayor número de goles anotados como visitante.
5. Sorteo.

### Fase final
Los siete primeros equipos de la tabla general son los calificados para la fase final del torneo (el primer lugar, con más puntos en total, clasifica directo a las semifinales). Los partidos correspondientes a la fase final se desarrollar a visita recíproca y los equipos mejor ubicados reciben el partido de vuelta, en las siguientes etapas:
- Cuartos de final
- Semifinales
- Final

En esta fase, en caso de empate en el marcador global (resultado de los partidos de ida y de vuelta), el primer criterio a considerar es la cantidad de goles de visitante, por lo que aquel con más goles de este tipo avanza a la siguiente fase. El segundo criterio es la posición en la tabla general.

## Equipos por Entidad Federativa
Para esta temporada 2012-13, los estados de la República Mexicana con más equipos profesionales en la Liga de Ascenso son Guanajuato, Jalisco y Tamaulipas, con dos equipos cada uno. 
| Estado           | N.º | Equipos                     |
| ---------------- | --- | --------------------------- |
| Guanajuato       | 2   | Celaya e Irapuato           |
| Jalisco          | 2   | Estudiantes y Leones Negros |
| Tamaulipas       | 2   | Altamira y Correcaminos UAT |
| Aguascalientes   | 1   | Necaxa                      |
| Estado de México | 1   | Neza                        |
| Hidalgo          | 1   | Cruz Azul Hidalgo           |
| Michoacán        | 1   | La Piedad                   |
| Morelos          | 1   | Pumas Morelos               |
| Puebla           | 1   | Lobos BUAP                  |
| Sinaloa          | 1   | Dorados                     |
| Veracruz         | 1   | Veracruz                    |
| Yucatán          | 1   | Mérida                      |

## Información de los equipos
| Club                                       | Sede                                  | Entrenador             | Estadio                 | Capacidad |
| ------------------------------------------ | ------------------------------------- | ---------------------- | ----------------------- | --------- |
| Altamira FC                                | Altamira, Tamaulipas                  | Sergio Egea            | Altamira                | 13 500    |
| Celaya FC                                  | Celaya, Guanajuato                    | Miguel Fuentes         | Miguel Alemán Valdés    | 33 340    |
| Correcaminos UAT                           | Ciudad Victoria, Tamaulipas           | José Luis Sánchez Solá | Marte R. Gómez          | 18 000    |
| Cruz Azul Hidalgo                          | Ciudad Cooperativa Cruz Azul, Hidalgo | Joaquín Moreno         | 10 de diciembre         | 17 000    |
| Dorados de Sinaloa                         | Culiacán, Sinaloa                     | Francisco Ramírez      | Banorte                 | 23 000    |
| Estudiantes                                | Guadalajara, Jalisco                  | Héctor Hugo Eugui      | Tres de Marzo           | 25 000    |
| Irapuato                                   | Irapuato, Guanajuato                  | Teodoro Orozco         | Sergio León Chávez      | 35 000    |
| La Piedad                                  | La Piedad, Michoacán                  | Cristóbal Ortega       | Juan Nepomuceno López   | 18 000    |
| Leones Negros                              | Guadalajara, Jalisco                  | Luis Alfonso Sosa      | Jalisco                 | 60 000    |
| Lobos BUAP                                 | Puebla, Puebla                        | Gustavo Moscoso        | Olímpico de la BUAP     | 21 750    |
| Mérida FC                                  | Mérida, Yucatán                       | Ricardo Valiño         | Carlos Iturralde Rivero | 18 000    |
| Necaxa                                     | Aguascalientes, Aguascalientes        | Jaime Ordiales         | Victoria                | 25 494    |
| Neza                                       | Nezahualcóyotl, Estado de México      | Carlos Bustos          | Neza 86                 | 21 000    |
| Pumas Morelos                              | Cuernavaca, Morelos                   | Raúl Servín            | Centenario              | 14 800    |
| Veracruz                                   | Veracruz, Veracruz                    | Ignacio Rodríguez      | Luis "Pirata" Fuente    | 30 000    |
| Datos actualizados al 12 de junio de 2012. |                                       |                        |                         |           |

## Torneo regular
- Los horarios son correspondientes al Tiempo del Centro de México (UTC-6 y UTC-5 en horario de verano).[1]

| Jornada 1     | Jornada 1 | Jornada 1         | Jornada 1            | Jornada 1   | Jornada 1 | Jornada 1 |
| Local         | Resultado | Visitante         | Estadio              | Fecha       | Hora      |           |
| ------------- | --------- | ----------------- | -------------------- | ----------- | --------- | --------- |
| Necaxa        | 3 - 1     | Lobos BUAP        | Victoria             | 20 de julio | 20:00     |           |
| Estudiantes   | 0 - 0     | Irapuato          | Tres de Marzo        | 20 de julio | 20:00     |           |
| Correcaminos  | 3 - 0     | Cruz Azul Hidalgo | Marte R. Gómez       | 20 de julio | 20:30     |           |
| Pumas Morelos | 0 - 1     | Leones Negros     | Centenario           | 21 de julio | 16:00     |           |
| Dorados       | 2 - 1     | Veracruz          | Banorte              | 21 de julio | 20:00     |           |
| Celaya        | 3 - 0     | La Piedad         | Miguel Alemán Valdés | 21 de julio | 20:50     |           |
| Neza          | 1 - 1     | Altamira          | Neza 86              | 22 de julio | 12:00     |           |
| DESCANSO:     | DESCANSO: | DESCANSO:         | Mérida               | Mérida      | Mérida    |           |

| Jornada 2         | Jornada 2 | Jornada 2     | Jornada 2            | Jornada 2   | Jornada 2 | Jornada 2 |
| Local             | Resultado | Visitante     | Estadio              | Fecha       | Hora      |           |
| ----------------- | --------- | ------------- | -------------------- | ----------- | --------- | --------- |
| Lobos BUAP        | 1 - 0     | Correcaminos  | Olímpico de la BUAP  | 27 de julio | 16:00     |           |
| Leones Negros     | 0 - 1     | Mérida        | Jalisco              | 27 de julio | 20:45     |           |
| Altamira          | 2 - 0     | Necaxa        | Altamira             | 28 de julio | 17:00     |           |
| Veracruz          | 0 - 0     | Celaya        | Luis "Pirata" Fuente | 28 de julio | 18:00     |           |
| Irapuato          | 2 - 2     | Pumas Morelos | Sergio León Chávez   | 28 de julio | 19:00     |           |
| Cruz Azul Hidalgo | 1 - 2     | Dorados       | 10 de diciembre      | 29 de julio | 12:00     |           |
| La Piedad         | 1 - 1     | Estudiantes   | Juan N. López        | 29 de julio | 16:00     |           |
| DESCANSO:         | DESCANSO: | DESCANSO:     | Neza                 | Neza        | Neza      |           |

| Jornada 3    | Jornada 3 | Jornada 3         | Jornada 3               | Jornada 3   | Jornada 3 | Jornada 3 |
| Local        | Resultado | Visitante         | Estadio                 | Fecha       | Hora      |           |
| ------------ | --------- | ----------------- | ----------------------- | ----------- | --------- | --------- |
| Estudiantes  | 2 - 0     | Pumas Morelos     | Tres de Marzo           | 3 de agosto | 20:00     |           |
| Correcaminos | 3 - 1     | Altamira          | Marte R. Gómez          | 3 de agosto | 20:30     |           |
| Mérida       | 1 - 1     | Irapuato          | Carlos Iturralde Rivero | 4 de agosto | 18:00     |           |
| Dorados      | 2 - 2     | Lobos BUAP        | Banorte                 | 4 de agosto | 20:00     |           |
| Celaya       | 2 - 2     | Cruz Azul Hidalgo | Miguel Alemán Valdés    | 5 de agosto | 12:00     |           |
| Neza         | 4 - 2     | Leones Negros     | Neza 86                 | 5 de agosto | 12:00     |           |
| La Piedad    | 2 - 0     | Veracruz          | Juan N. López           | 5 de agosto | 16:00     |           |
| DESCANSO:    | DESCANSO: | DESCANSO:         | Necaxa                  | Necaxa      | Necaxa    |           |

| Jornada 4         | Jornada 4 | Jornada 4   | Jornada 4            | Jornada 4    | Jornada 4    | Jornada 4 |
| Local             | Resultado | Visitante   | Estadio              | Fecha        | Hora         |           |
| ----------------- | --------- | ----------- | -------------------- | ------------ | ------------ | --------- |
| Lobos BUAP        | 3 - 0     | Celaya      | Olímpico de la BUAP  | 10 de agosto | 16:00        |           |
| Leones Negros     | 1 - 1     | Necaxa      | Jalisco              | 10 de agosto | 20:45        |           |
| Pumas Morelos     | 0 - 0     | Mérida      | Centenario           | 11 de agosto | 16:00        |           |
| Altamira          | 0 - 1     | Dorados     | Altamira             | 11 de agosto | 17:00        |           |
| Veracruz          | 2 - 1     | Estudiantes | Luis "Pirata" Fuente | 11 de agosto | 18:00        |           |
| Irapuato          | 1 - 1     | Neza        | Sergio León Chávez   | 11 de agosto | 19:00        |           |
| Cruz Azul Hidalgo | 1 - 3     | La Piedad   | 10 de diciembre      | 12 de agosto | 12:00        |           |
| DESCANSO:         | DESCANSO: | DESCANSO:   | Correcaminos         | Correcaminos | Correcaminos |           |

| Jornada 5    | Jornada 5 | Jornada 5         | Jornada 5            | Jornada 5    | Jornada 5 | Jornada 5 |
| Local        | Resultado | Visitante         | Estadio              | Fecha        | Hora      |           |
| ------------ | --------- | ----------------- | -------------------- | ------------ | --------- | --------- |
| Estudiantes  | 2 - 0     | Mérida            | Tres de Marzo        | 17 de agosto | 20:00     |           |
| Necaxa       | 6 - 4     | Irapuato          | Victoria             | 17 de agosto | 20:00     |           |
| Correcaminos | 3 - 1     | Leones Negros     | Marte R. Gómez       | 17 de agosto | 20:30     |           |
| Veracruz     | 1 - 1     | Cruz Azul Hidalgo | Luis "Pirata" Fuente | 18 de agosto | 18:00     |           |
| Celaya       | 0 - 1     | Altamira          | Miguel Alemán Valdés | 18 de agosto | 20:50     |           |
| Neza         | 1 - 0     | Pumas Morelos     | Neza 86              | 19 de agosto | 12:00     |           |
| La Piedad    | 1 - 0     | Lobos BUAP        | Juan N. López        | 19 de agosto | 16:00     |           |
| DESCANSO:    | DESCANSO: | DESCANSO:         | Dorados              | Dorados      | Dorados   |           |

| Jornada 6         | Jornada 6 | Jornada 6    | Jornada 6               | Jornada 6    | Jornada 6 | Jornada 6 |
| Local             | Resultado | Visitante    | Estadio                 | Fecha        | Hora      |           |
| ----------------- | --------- | ------------ | ----------------------- | ------------ | --------- | --------- |
| Lobos BUAP        | 2 - 1     | Veracruz     | Olímpico de la BUAP     | 24 de agosto | 16:00     |           |
| Altamira          | 2 - 3     | La Piedad    | Altamira                | 24 de agosto | 19:00     |           |
| Leones Negros     | 0 - 2     | Dorados      | Jalisco                 | 24 de agosto | 20:45     |           |
| Pumas Morelos     | 1 - 1     | Necaxa       | Centenario              | 25 de agosto | 16:00     |           |
| Mérida            | 1 - 0     | Neza         | Carlos Iturralde Rivero | 25 de agosto | 18:00     |           |
| Irapuato          | 1 - 0     | Correcaminos | Sergio León Chávez      | 25 de agosto | 19:15     |           |
| Cruz Azul Hidalgo | 0 - 0     | Estudiantes  | 10 de diciembre         | 26 de agosto | 12:00     |           |
| DESCANSO:         | DESCANSO: | DESCANSO:    | Celaya                  | Celaya       | Celaya    |           |

| Jornada 7         | Jornada 7 | Jornada 7     | Jornada 7            | Jornada 7       | Jornada 7 | Jornada 7 |
| Local             | Resultado | Visitante     | Estadio              | Fecha           | Hora      |           |
| ----------------- | --------- | ------------- | -------------------- | --------------- | --------- | --------- |
| Estudiantes       | 0 - 0     | Neza          | Tres de Marzo        | 31 de agosto    | 20:00     |           |
| Necaxa            | 3 - 1     | Mérida        | Victoria             | 31 de agosto    | 20:00     |           |
| Correcaminos      | 4 - 0     | Pumas Morelos | Marte R. Gómez       | 31 de agosto    | 20:30     |           |
| Veracruz          | 2 - 2     | Altamira      | Luis "Pirata" Fuente | 1 de septiembre | 18:00     |           |
| Dorados           | 1 - 1     | Irapuato      | Banorte              | 1 de septiembre | 20:00     |           |
| Celaya            | 1 - 1     | Leones Negros | Miguel Alemán Valdés | 1 de septiembre | 20:50     |           |
| Cruz Azul Hidalgo | 1 - 3     | Lobos BUAP    | 10 de diciembre      | 2 de septiembre | 12:00     |           |
| DESCANSO:         | DESCANSO: | DESCANSO:     | La Piedad            | La Piedad       | La Piedad |           |

| Jornada 8     | Jornada 8 | Jornada 8         | Jornada 8               | Jornada 8        | Jornada 8 | Jornada 8 |
| Local         | Resultado | Visitante         | Estadio                 | Fecha            | Hora      |           |
| ------------- | --------- | ----------------- | ----------------------- | ---------------- | --------- | --------- |
| Pumas Morelos | 1 - 1     | Dorados           | Centenario              | 14 de septiembre | 16:00     |           |
| Lobos BUAP    | 1 - 3     | Estudiantes       | Olímpico de la BUAP     | 14 de septiembre | 16:00     |           |
| Altamira      | 0 - 1     | Cruz Azul Hidalgo | Altamira                | 14 de septiembre | 19:00     |           |
| Leones Negros | 2 - 1     | La Piedad         | Jalisco                 | 14 de septiembre | 20:45     |           |
| Mérida        | 3 - 1     | Correcaminos      | Carlos Iturralde Rivero | 15 de septiembre | 18:00     |           |
| Irapuato      | 0 - 1     | Celaya            | Sergio León Chávez      | 15 de septiembre | 19:00     |           |
| Neza          | 3 - 3     | Necaxa            | Neza 86                 | 16 de septiembre | 12:00     |           |
| DESCANSO:     | DESCANSO: | DESCANSO:         | Veracruz                | Veracruz         | Veracruz  |           |

| Jornada 9    | Jornada 9 | Jornada 9     | Jornada 9            | Jornada 9         | Jornada 9         | Jornada 9 |
| Local        | Resultado | Visitante     | Estadio              | Fecha             | Hora              |           |
| ------------ | --------- | ------------- | -------------------- | ----------------- | ----------------- | --------- |
| Lobos BUAP   | 2 - 0     | Altamira      | Olímpico de la BUAP  | 21 de septiembre  | 16:00             |           |
| Estudiantes  | 1 - 2     | Necaxa        | Tres de Marzo        | 21 de septiembre  | 20:00             |           |
| Correcaminos | 0 - 1     | Neza          | Marte R. Gómez       | 21 de septiembre  | 20:30             |           |
| Veracruz     | 2 - 3     | Leones Negros | Luis "Pirata" Fuente | 22 de septiembre  | 18:00             |           |
| Dorados      | 3 - 0     | Mérida        | Banorte              | 22 de septiembre  | 20:00             |           |
| Celaya       | 2 - 1     | Pumas Morelos | Miguel Alemán Valdés | 22 de septiembre  | 20:50             |           |
| La Piedad    | 0 - 1     | Irapuato      | Juan N. López        | 23 de septiembre  | 16:00             |           |
| DESCANSO:    | DESCANSO: | DESCANSO:     | Cruz Azul Hidalgo    | Cruz Azul Hidalgo | Cruz Azul Hidalgo |           |

| Jornada 10    | Jornada 10 | Jornada 10        | Jornada 10              | Jornada 10       | Jornada 10 | Jornada 10 |
| Local         | Resultado  | Visitante         | Estadio                 | Fecha            | Hora       |            |
| ------------- | ---------- | ----------------- | ----------------------- | ---------------- | ---------- | ---------- |
| Altamira      | 1 - 2      | Estudiantes       | Altamira                | 28 de septiembre | 19:00      |            |
| Leones Negros | 0 - 1      | Cruz Azul Hidalgo | Jalisco                 | 28 de septiembre | 20:45      |            |
| Pumas Morelos | 0 - 0      | La Piedad         | Centenario              | 29 de septiembre | 16:00      |            |
| Mérida        | 3 - 1      | Celaya            | Carlos Iturralde Rivero | 29 de septiembre | 18:00      |            |
| Irapuato      | 1 - 1      | Veracruz          | Sergio León Chávez      | 29 de septiembre | 19:00      |            |
| Necaxa        | 2 - 1      | Correcaminos      | Victoria                | 29 de septiembre | 20:00      |            |
| Neza          | 3 - 2      | Dorados           | Neza 86                 | 30 de septiembre | 12:00      |            |
| DESCANSO:     | DESCANSO:  | DESCANSO:         | Lobos BUAP              | Lobos BUAP       | Lobos BUAP |            |

| Jornada 11        | Jornada 11 | Jornada 11    | Jornada 11           | Jornada 11   | Jornada 11 | Jornada 11 |
| Local             | Resultado  | Visitante     | Estadio              | Fecha        | Hora       |            |
| ----------------- | ---------- | ------------- | -------------------- | ------------ | ---------- | ---------- |
| Lobos BUAP        | 2 - 1      | Leones Negros | Olímpico de la BUAP  | 5 de octubre | 16:00      |            |
| Estudiantes       | 0 - 0      | Correcaminos  | Tres de Marzo        | 5 de octubre | 20:00      |            |
| Veracruz          | 1 - 0      | Pumas Morelos | Luis "Pirata" Fuente | 6 de octubre | 18:00      |            |
| Dorados           | 1 - 1      | Necaxa        | Banorte              | 6 de octubre | 20:20      |            |
| Celaya            | 1 - 2      | Neza          | Miguel Alemán Valdés | 6 de octubre | 20:50      |            |
| Cruz Azul Hidalgo | 3 - 0      | Irapuato      | 10 de diciembre      | 7 de octubre | 12:00      |            |
| La Piedad         | 1 - 1      | Mérida        | Juan N. López        | 7 de octubre | 16:00      |            |
| DESCANSO:         | DESCANSO:  | DESCANSO:     | Altamira             | Altamira     | Altamira   |            |

| Jornada 12    | Jornada 12 | Jornada 12        | Jornada 12              | Jornada 12    | Jornada 12  | Jornada 12 |
| Local         | Resultado  | Visitante         | Estadio                 | Fecha         | Hora        |            |
| ------------- | ---------- | ----------------- | ----------------------- | ------------- | ----------- | ---------- |
| Necaxa        | 1 - 0      | Celaya            | Victoria                | 12 de octubre | 20:00       |            |
| Correcaminos  | 2 - 1      | Dorados           | Marte R. Gómez          | 12 de octubre | 20:30       |            |
| Leones Negros | 0 - 2      | Altamira          | Jalisco                 | 12 de octubre | 20:45       |            |
| Pumas Morelos | 1 - 2      | Cruz Azul Hidalgo | Centenario              | 13 de octubre | 16:00       |            |
| Mérida        | 1 - 0      | Veracruz          | Carlos Iturralde Rivero | 13 de octubre | 18:00       |            |
| Irapuato      | 2 - 0      | Lobos BUAP        | Sergio León Chávez      | 13 de octubre | 19:00       |            |
| Neza          | 0 - 2      | La Piedad         | Neza 86                 | 14 de octubre | 12:00       |            |
| DESCANSO:     | DESCANSO:  | DESCANSO:         | Estudiantes             | Estudiantes   | Estudiantes |            |

| Jornada 13        | Jornada 13 | Jornada 13    | Jornada 13           | Jornada 13    | Jornada 13    | Jornada 13 |
| Local             | Resultado  | Visitante     | Estadio              | Fecha         | Hora          |            |
| ----------------- | ---------- | ------------- | -------------------- | ------------- | ------------- | ---------- |
| Lobos BUAP        | 2 - 0      | Pumas Morelos | Olímpico de la BUAP  | 19 de octubre | 16:00         |            |
| Altamira          | 2 - 1      | Irapuato      | Altamira             | 19 de octubre | 19:00         |            |
| Estudiantes       | 2 - 1      | Dorados       | Tres de Marzo        | 19 de octubre | 20:00         |            |
| La Piedad         | 1 - 4      | Necaxa        | Juan N. López        | 20 de octubre | 16:00         |            |
| Veracruz          | 0 - 0      | Neza          | Luis "Pirata" Fuente | 20 de octubre | 18:00         |            |
| Celaya            | 1 - 1      | Correcaminos  | Miguel Alemán Valdés | 20 de octubre | 20:50         |            |
| Cruz Azul Hidalgo | 0 - 0      | Mérida        | 10 de diciembre      | 21 de octubre | 12:00         |            |
| DESCANSO:         | DESCANSO:  | DESCANSO:     | Leones Negros        | Leones Negros | Leones Negros |            |

| Jornada 14    | Jornada 14 | Jornada 14        | Jornada 14              | Jornada 14    | Jornada 14 | Jornada 14 |
| Local         | Resultado  | Visitante         | Estadio                 | Fecha         | Hora       |            |
| ------------- | ---------- | ----------------- | ----------------------- | ------------- | ---------- | ---------- |
| Estudiantes   | 2 - 1      | Leones Negros     | Tres de Marzo           | 26 de octubre | 20:00      |            |
| Pumas Morelos | 2 - 0      | Altamira          | Centenario              | 27 de octubre | 16:00      |            |
| Mérida        | 0 - 0      | Lobos BUAP        | Carlos Iturralde Rivero | 27 de octubre | 18:00      |            |
| Dorados       | 4 - 3      | Celaya            | Banorte                 | 27 de octubre | 20:00      |            |
| Necaxa        | 1 - 0      | Veracruz          | Victoria                | 27 de octubre | 20:00      |            |
| Correcaminos  | 1 - 1      | La Piedad         | Marte R. Gómez          | 27 de octubre | 20:30      |            |
| Neza          | 0 - 0      | Cruz Azul Hidalgo | Neza 86                 | 28 de octubre | 12:00      |            |
| DESCANSO:     | DESCANSO:  | DESCANSO:         | Irapuato                | Irapuato      | Irapuato   |            |

| Jornada 15        | Jornada 15 | Jornada 15   | Jornada 15           | Jornada 15     | Jornada 15    | Jornada 15 |
| Local             | Resultado  | Visitante    | Estadio              | Fecha          | Hora          |            |
| ----------------- | ---------- | ------------ | -------------------- | -------------- | ------------- | ---------- |
| Leones Negros     | 1 - 1      | Irapuato     | Jalisco              | 2 de noviembre | 12:00         |            |
| Lobos BUAP        | 1 - 3      | Neza         | Olímpico de la BUAP  | 2 de noviembre | 16:00         |            |
| Altamira          | 0 - 2      | Mérida       | Altamira             | 2 de noviembre | 19:00         |            |
| Veracruz          | 3 - 0      | Correcaminos | Luis "Pirata" Fuente | 3 de noviembre | 18:00         |            |
| Celaya            | 3 - 0      | Estudiantes  | Miguel Alemán Valdés | 3 de noviembre | 20:50         |            |
| Cruz Azul Hidalgo | 1 - 2      | Necaxa       | 10 de diciembre      | 4 de noviembre | 12:00         |            |
| La Piedad         | 5 - 0      | Dorados      | Juan N. López        | 4 de noviembre | 16:00         |            |
| DESCANSO:         | DESCANSO:  | DESCANSO:    | Pumas Morelos        | Pumas Morelos  | Pumas Morelos |            |

## Tabla general
| Pos. | Equipo            | Pts. | PJ | G | E | P | GF | GC | Dif. | Clasificación                   |
| ---- | ----------------- | ---- | -- | - | - | - | -- | -- | ---- | ------------------------------- |
| 1    | Necaxa            | 31   | 14 | 9 | 4 | 1 | 30 | 18 | +12  | Semifinales de la liguilla      |
| 2    | Neza              | 24   | 14 | 6 | 6 | 2 | 19 | 14 | +5   | Cuartos de final de la liguilla |
| 3    | Estudiantes       | 23   | 14 | 6 | 5 | 3 | 16 | 12 | +4   | Cuartos de final de la liguilla |
| 4    | Lobos BUAP        | 23   | 14 | 7 | 2 | 5 | 20 | 17 | +3   | Cuartos de final de la liguilla |
| 5    | Mérida            | 23   | 14 | 6 | 5 | 3 | 14 | 12 | +2   | Cuartos de final de la liguilla |
| 6    | La Piedad (C)     | 22   | 14 | 6 | 4 | 4 | 21 | 16 | +5   | Cuartos de final de la liguilla |
| 7    | Dorados           | 22   | 14 | 6 | 4 | 4 | 23 | 22 | +1   | Cuartos de final de la liguilla |
| 8    | Correcaminos UAT  | 18   | 14 | 5 | 3 | 6 | 19 | 16 | +3   |                                 |
| 9    | Cruz Azul Hidalgo | 17   | 14 | 4 | 5 | 5 | 14 | 17 | −3   |                                 |
| 10   | Celaya            | 16   | 14 | 4 | 4 | 6 | 18 | 19 | −1   |                                 |
| 11   | Irapuato          | 16   | 14 | 3 | 7 | 4 | 16 | 19 | −3   |                                 |
| 12   | Veracruz          | 14   | 14 | 3 | 5 | 6 | 14 | 16 | −2   |                                 |
| 13   | Altamira          | 14   | 14 | 4 | 2 | 8 | 14 | 20 | −6   |                                 |
| 14   | Leones Negros     | 12   | 14 | 3 | 3 | 8 | 14 | 23 | −9   |                                 |
| 15   | Pumas Morelos     | 8    | 14 | 1 | 5 | 8 | 8  | 19 | −11  |                                 |

 Fuente: [cita requerida]

## Evolución de la Tabla General
| Equipo / Jornada  | 01 | 02 | 03 | 04 | 05 | 06 | 07 | 08 | 09 | 10 | 11 | 12 | 13 | 14 | 15 |
| ----------------- | -- | -- | -- | -- | -- | -- | -- | -- | -- | -- | -- | -- | -- | -- | -- |
| Necaxa            | 3  | 6  | 11 | 9  | 6  | 6  | 5  | 6  | 3  | 2  | 2  | 1  | 1  | 1  | 1  |
| Neza              | 7  | 11 | 5  | 5  | 4  | 7  | 7  | 8  | 5  | 5  | 4  | 4  | 4  | 5  | 2  |
| Estudiantes       | 9  | 10 | 4  | 6  | 5  | 5  | 6  | 4  | 4  | 3  | 5  | 7  | 3  | 3  | 3  |
| Lobos BUAP        | 13 | 8  | 8  | 2  | 7  | 3  | 2  | 2  | 2  | 4  | 3  | 3  | 2  | 2  | 4  |
| Mérida            | 10 | 5  | 6  | 7  | 10 | 8  | 10 | 7  | 10 | 7  | 7  | 6  | 6  | 6  | 5  |
| La Piedad         | 14 | 14 | 9  | 3  | 2  | 2  | 3  | 3  | 3  | 6  | 6  | 5  | 7  | 7  | 6  |
| Dorados           | 4  | 1  | 1  | 1  | 1  | 1  | 1  | 1  | 1  | 1  | 1  | 2  | 5  | 4  | 7  |
| Correcaminos UAT  | 1  | 4  | 2  | 4  | 3  | 4  | 4  | 5  | 7  | 8  | 8  | 8  | 8  | 8  | 8  |
| Cruz Azul Hidalgo | 15 | 15 | 15 | 15 | 15 | 15 | 14 | 14 | 14 | 12 | 10 | 10 | 9  | 9  | 9  |
| Celaya            | 2  | 2  | 3  | 8  | 9  | 11 | 11 | 9  | 8  | 10 | 9  | 11 | 12 | 12 | 10 |
| Irapuato          | 8  | 9  | 10 | 10 | 12 | 9  | 8  | 10 | 9  | 9  | 11 | 9  | 10 | 10 | 11 |
| Veracruz          | 11 | 13 | 14 | 13 | 11 | 12 | 12 | 13 | 13 | 14 | 13 | 14 | 13 | 13 | 12 |
| Altamira FC       | 6  | 3  | 7  | 11 | 8  | 10 | 9  | 11 | 12 | 13 | 14 | 12 | 11 | 11 | 13 |
| Leones Negros     | 5  | 7  | 12 | 12 | 13 | 13 | 13 | 12 | 11 | 11 | 12 | 13 | 14 | 14 | 14 |
| Pumas Morelos     | 12 | 12 | 13 | 14 | 14 | 14 | 15 | 15 | 15 | 15 | 15 | 15 | 15 | 15 | 15 |

     Líder, clasifica a liguilla en semifinales (1° lugar)
     Clasifica a liguilla (2° a 7° lugar)
     Eliminado (8° a 14° lugar)
     Último lugar, eliminado

## Tabla de Cocientes
| Resultados | Resultados        | Resultados    | Resultados    | Resultados    | Resultados    | Resultados    | Resultados | Resultados | Resultados | Resultados |
| Equipo     | Equipo            | Apertura 2010 | Clausura 2011 | Apertura 2011 | Clausura 2012 | Apertura 2012 | Total      | JJ         | Cociente   |            |
| ---------- | ----------------- | ------------- | ------------- | ------------- | ------------- | ------------- | ---------- | ---------- | ---------- | ---------- |
| 1          | Necaxa            | 0             | 0             | 20            | 27            | 31            | 78         | 42         | 1.8571     |            |
| 2          | Estudiantes       | 0             | 0             | 0             | 0             | 23            | 23         | 14         | 1.6429     |            |
| 3          | Toros Neza        | 9             | 29            | 23            | 24            | 24            | 109        | 74         | 1.4730     |            |
| 4          | Irapuato          | 24            | 33            | 20            | 16            | 16            | 109        | 74         | 1.4730     |            |
| 5          | Lobos BUAP        | 27            | 15            | 18            | 20            | 23            | 103        | 74         | 1.3919     |            |
| 6          | La Piedad         | 18            | 15            | 28            | 19            | 22            | 102        | 74         | 1.3784     |            |
| 7          | Correcaminos      | 15            | 24            | 24            | 19            | 18            | 100        | 74         | 1.3514     |            |
| 8          | Dorados           | 22            | 24            | 14            | 14            | 22            | 96         | 74         | 1.2973     |            |
| 9          | Mérida FC         | 12            | 16            | 12            | 28            | 23            | 91         | 74         | 1.2300     |            |
| 10         | Altamira FC       | 23            | 21            | 19            | 13            | 14            | 90         | 74         | 1.2162     |            |
| 11         | Celaya FC         | 0             | 0             | 15            | 19            | 16            | 50         | 42         | 1.1905     |            |
| 12         | Cruz Azul Hidalgo | 22            | 24            | 12            | 10            | 17            | 85         | 74         | 1.1486     |            |
| 13         | Veracruz          | 0             | 0             | 22            | 12            | 14            | 48         | 42         | 1.1429     |            |
| 14         | Pumas Morelos     | 19            | 19            | 20            | 13            | 8             | 79         | 74         | 1.0676     |            |
| 15         | Leones Negros     | 18            | 14            | 12            | 20            | 12            | 76         | 74         | 1.0270     |            |

## Tabla de Goleo Individual
Simbología:

: goles anotados.

A continuación los 5 jugadores con más anotaciones en la fase regular del torneo:
| Jugador             | Club        | Anotado |
| ------------------- | ----------- | ------- |
| Víctor Hugo Lojero  | Necaxa      | 11      |
| Rodrigo Prieto      | Toros Neza  | 11      |
| Juan Manuel Cavallo | La Piedad   | 10      |
| Eduardo Lillingston | Estudiantes | 9       |
| Danny Santoya       | Necaxa      | 9       |
|                     |             |         |
|                     |             |         |
|                     |             |         |
|                     |             |         |

## Clasificación Juego Limpio
Tabla de Clasificación de Juego Limpio
| Lugar                                | Club                                 | Tarjeta amarilla                     | Segunda tarjeta amarilla y expulsión · Segunda tarjeta amarilla y expulsión | Tarjeta roja directa | Puntos   |
| ------------------------------------ | ------------------------------------ | ------------------------------------ | --------------------------------------------------------------------------- | -------------------- | -------- |
| 1                                    | Necaxa                               | 35                                   | 1                                                                           | 0                    | 38       |
| 2                                    | Cruz Azul Hidalgo                    | 32                                   | 2                                                                           | 0                    | 38       |
| 3                                    | Celaya                               | 35                                   | 2                                                                           | 0                    | 41       |
| 4                                    | La Piedad                            | 32                                   | 3                                                                           | 0                    | 41       |
| 5                                    | Altamira                             | 36                                   | 0                                                                           | 2                    | 42       |
| 6                                    | Leones Negros                        | 40                                   | 1                                                                           | 1                    | 46       |
| 7                                    | Neza                                 | 47                                   | 5                                                                           | 2                    | 48       |
| 8                                    | Estudiantes                          | 30                                   | 0                                                                           | 6                    | 48       |
| 9                                    | Irapuato                             | 45                                   | 1                                                                           | 1                    | 51       |
| 10                                   | Mérida                               | 46                                   | 1                                                                           | 3                    | 53       |
| 11                                   | Correcaminos UAT                     | 44                                   | 1                                                                           | 2                    | 53       |
| 12                                   | Pumas Morelos                        | 44                                   | 1                                                                           | 2                    | 53       |
| 13                                   | Veracruz                             | 35                                   | 0                                                                           | 5                    | 53       |
| 14                                   | Lobos BUAP                           | 48                                   | 3                                                                           | 1                    | 60       |
| 15                                   | Dorados                              | 44                                   | 1                                                                           | 7                    | 68       |
| Primera Tarjeta Amarilla             | Primera Tarjeta Amarilla             | Primera Tarjeta Amarilla             | 1 punto                                                                     | 1 punto              | 1 punto  |
| Segunda Tarjeta Amarilla o Expulsión | Segunda Tarjeta Amarilla o Expulsión | Segunda Tarjeta Amarilla o Expulsión | 3 puntos                                                                    | 3 puntos             | 3 puntos |
| Tarjeta Roja Directa                 | Tarjeta Roja Directa                 | Tarjeta Roja Directa                 | 3 puntos                                                                    | 3 puntos             | 3 puntos |

## Liguilla
Los siete clubes mejor ubicados en la tabla general al término de la jornada 15 eligieron el día y la hora en que se llevarín a cabo sus partidos de cuartos de final. De acuerdo al reglamento de la Federación Mexicana de Fútbol, los partidos de ida serían en miércoles y en jueves, y los juegos de vuelta en sábado y en domingo. La reunión para determinar los horarios de los encuentros se llevó a cabo el 11 de noviembre de 2012. Cabe señalarse que el club con la mayor cantidad de puntos al final de la fase regular del torneo, Necaxa, pasó directamente a las semifinales.
|  | Cuartos de final                                                         | Cuartos de final                                                         | Cuartos de final                                                         | Cuartos de final                                                         | Cuartos de final                                                         |   |   | Semifinales                                                              | Semifinales                                                              | Semifinales                                                              | Semifinales                                                              | Semifinales                                                              |  |   | Final                                                         | Final                                                         | Final                                                         | Final                                                         | Final                                                         |  |
|  | 10 y 11 de noviembre de 2012 (ida) 17 y 18 de noviembre de 2012 (vuelta) | 10 y 11 de noviembre de 2012 (ida) 17 y 18 de noviembre de 2012 (vuelta) | 10 y 11 de noviembre de 2012 (ida) 17 y 18 de noviembre de 2012 (vuelta) | 10 y 11 de noviembre de 2012 (ida) 17 y 18 de noviembre de 2012 (vuelta) | 10 y 11 de noviembre de 2012 (ida) 17 y 18 de noviembre de 2012 (vuelta) |   |   | 21 y 22 de noviembre de 2012 (ida) 24 y 25 de noviembre de 2012 (vuelta) | 21 y 22 de noviembre de 2012 (ida) 24 y 25 de noviembre de 2012 (vuelta) | 21 y 22 de noviembre de 2012 (ida) 24 y 25 de noviembre de 2012 (vuelta) | 21 y 22 de noviembre de 2012 (ida) 24 y 25 de noviembre de 2012 (vuelta) | 21 y 22 de noviembre de 2012 (ida) 24 y 25 de noviembre de 2012 (vuelta) |  |   | 28 de noviembre de 2012 (ida) 1 de diciembre de 2012 (vuelta) | 28 de noviembre de 2012 (ida) 1 de diciembre de 2012 (vuelta) | 28 de noviembre de 2012 (ida) 1 de diciembre de 2012 (vuelta) | 28 de noviembre de 2012 (ida) 1 de diciembre de 2012 (vuelta) | 28 de noviembre de 2012 (ida) 1 de diciembre de 2012 (vuelta) |  |
|  |                                                                          |                                                                          |                                                                          |                                                                          |                                                                          |   |   |                                                                          |                                                                          |                                                                          |                                                                          |                                                                          |  |   |                                                               |                                                               |                                                               |                                                               |                                                               |  |
|  |                                                                          |                                                                          |                                                                          |                                                                          |                                                                          |   |   |                                                                          |                                                                          |                                                                          |                                                                          |                                                                          |  |   |                                                               |                                                               |                                                               |                                                               |                                                               |  |
|  | 4                                                                        | Lobos BUAP                                                               | 4                                                                        | 0                                                                        | 4                                                                        |   |   |                                                                          |                                                                          |                                                                          |                                                                          |                                                                          |  |   |                                                               |                                                               |                                                               |                                                               |                                                               |  |
|  | 4                                                                        | Lobos BUAP                                                               | 4                                                                        | 0                                                                        | 4                                                                        |   |   |                                                                          |                                                                          |                                                                          |                                                                          |                                                                          |  |   |                                                               |                                                               |                                                               |                                                               |                                                               |  |
|  | 5                                                                        | Mérida                                                                   | 3                                                                        | 0                                                                        | 3                                                                        |   |   |                                                                          |                                                                          |                                                                          |                                                                          |                                                                          |  |   |                                                               |                                                               |                                                               |                                                               |                                                               |  |
|  | 5                                                                        | Mérida                                                                   | 3                                                                        | 0                                                                        | 3                                                                        |   | 4 | Lobos BUAP                                                               | 2                                                                        | 0                                                                        | 2                                                                        |                                                                          |  |   |                                                               |                                                               |                                                               |                                                               |                                                               |  |
|  |                                                                          |                                                                          |                                                                          |                                                                          |                                                                          |   | 4 | Lobos BUAP                                                               | 2                                                                        | 0                                                                        | 2                                                                        |                                                                          |  |   |                                                               |                                                               |                                                               |                                                               |                                                               |  |
|  |                                                                          |                                                                          | 6                                                                        | La Piedad                                                                | 1                                                                        | 2 | 3 |                                                                          |                                                                          |                                                                          |                                                                          |                                                                          |  |   |                                                               |                                                               |                                                               |                                                               |                                                               |  |
|  | 3                                                                        | Estudiantes                                                              | 6                                                                        | La Piedad                                                                | 1                                                                        | 2 | 3 | 1                                                                        | 1                                                                        | 2                                                                        |                                                                          |                                                                          |  |   |                                                               |                                                               |                                                               |                                                               |                                                               |  |
|  | 3                                                                        | Estudiantes                                                              |                                                                          |                                                                          |                                                                          |   |   |                                                                          |                                                                          | 2                                                                        |                                                                          |                                                                          |  |   |                                                               |                                                               |                                                               |                                                               |                                                               |  |
|  | 6                                                                        | La Piedad                                                                | 2                                                                        | 3                                                                        | 5                                                                        |   |   |                                                                          |                                                                          |                                                                          |                                                                          |                                                                          |  |   |                                                               |                                                               |                                                               |                                                               |                                                               |  |
|  | 6                                                                        | La Piedad                                                                | 2                                                                        | 3                                                                        | 5                                                                        |   |   |                                                                          |                                                                          |                                                                          |                                                                          |                                                                          |  | 6 | La Piedad (t. s.)                                             | 0                                                             | 3                                                             | 3                                                             |                                                               |  |
|  |                                                                          |                                                                          |                                                                          |                                                                          |                                                                          |   |   |                                                                          |                                                                          |                                                                          |                                                                          |                                                                          |  | 6 | La Piedad (t. s.)                                             | 0                                                             | 3                                                             | 3                                                             |                                                               |  |
|  |                                                                          |                                                                          | 7                                                                        | Dorados                                                                  | 1                                                                        | 1 | 2 |                                                                          |                                                                          |                                                                          |                                                                          |                                                                          |  |   |                                                               |                                                               |                                                               |                                                               |                                                               |  |
|  |                                                                          |                                                                          | 7                                                                        | Dorados                                                                  | 1                                                                        | 1 | 2 |                                                                          |                                                                          |                                                                          |                                                                          |                                                                          |  |   |                                                               |                                                               |                                                               |                                                               |                                                               |  |
|  |                                                                          |                                                                          |                                                                          |                                                                          |                                                                          |   |   |                                                                          |                                                                          |                                                                          |                                                                          |                                                                          |  |   |                                                               |                                                               |                                                               |                                                               |                                                               |  |
|  |                                                                          |                                                                          |                                                                          |                                                                          |                                                                          |   |   |                                                                          |                                                                          |                                                                          |                                                                          |                                                                          |  |   |                                                               |                                                               |                                                               |                                                               |                                                               |  |
|  |                                                                          | 1                                                                        | Necaxa                                                                   | 1                                                                        | 2                                                                        | 3 |   |                                                                          |                                                                          |                                                                          |                                                                          |                                                                          |  |   |                                                               |                                                               |                                                               |                                                               |                                                               |  |
|  |                                                                          |                                                                          |                                                                          |                                                                          |                                                                          | 3 |   |                                                                          |                                                                          |                                                                          |                                                                          |                                                                          |  |   |                                                               |                                                               |                                                               |                                                               |                                                               |  |
|  |                                                                          |                                                                          | 7                                                                        | Dorados (v.)                                                             | 1                                                                        | 2 | 3 |                                                                          |                                                                          |                                                                          |                                                                          |                                                                          |  |   |                                                               |                                                               |                                                               |                                                               |                                                               |  |
|  | 2                                                                        | Neza                                                                     | 7                                                                        | Dorados (v.)                                                             | 1                                                                        | 2 | 3 | 0                                                                        | 1                                                                        | 1                                                                        |                                                                          |                                                                          |  |   |                                                               |                                                               |                                                               |                                                               |                                                               |  |
|  | 2                                                                        | Neza                                                                     |                                                                          |                                                                          |                                                                          |   |   |                                                                          |                                                                          | 1                                                                        |                                                                          |                                                                          |  |   |                                                               |                                                               |                                                               |                                                               |                                                               |  |
|  | 7                                                                        | Dorados                                                                  | 1                                                                        | 3                                                                        | 4                                                                        |   |   |                                                                          |                                                                          |                                                                          |                                                                          |                                                                          |  |   |                                                               |                                                               |                                                               |                                                               |                                                               |  |
|  | 7                                                                        | Dorados                                                                  | 1                                                                        | 3                                                                        | 4                                                                        |   |   |                                                                          |                                                                          |                                                                          |                                                                          |                                                                          |  |   |                                                               |                                                               |                                                               |                                                               |                                                               |  |
|  |                                                                          |                                                                          |                                                                          |                                                                          |                                                                          |   |   |                                                                          |                                                                          |                                                                          |                                                                          |                                                                          |  |   |                                                               |                                                               |                                                               |                                                               |                                                               |  |

- La Piedad, campeón de este torneo, se enfrentó al Neza, campeón del Clausura 2013, para ascender a la Liga MX. En caso de que Neza hubiera ganado también el Torneo Clausura 2013, entonces ascendería directamente a la Liga MX, sin necesidad de jugarse la final de ascenso.

### Cuartos de final

#### Estudiantes - La Piedad
| 10 de noviembre del 2012, 15:00 | La Piedad                        | 2:1 (0:1) | Estudiantes            | Estadio Juan Nepomuceno López, La Piedad                |                                                         |
|                                 | Murguía 50' · Cavallo 55' (pen.) | Reporte   | Lillingston 45' (pen.) | Asistencia: 3,958 espectadores Árbitro(s): León Barajas | Asistencia: 3,958 espectadores Árbitro(s): León Barajas |

| 17 de noviembre del 2012, 20:00 | Estudiantes | 1:3 (2:5) | La Piedad | Estadio Tres de Marzo, Zapopan                                         |                                                                        |
|                                 |             | Reporte   |           | Asistencia: 6, 669. espectadores Árbitro(s): Erik Yair Miranda Galindo | Asistencia: 6, 669. espectadores Árbitro(s): Erik Yair Miranda Galindo |

#### Lobos - Mérida
| 10 de noviembre del 2012, 18:00 | Mérida                                | 3:0 (3:0) | Lobos BUAP | Estadio Carlos Iturralde Rivero, Mérida                   |                                                           |
|                                 | España 12' · Alfaro 15' · Jiménez 18' | Reporte   |            | Asistencia: 3,337 espectadores Árbitro(s): Baruch Absalón | Asistencia: 3,337 espectadores Árbitro(s): Baruch Absalón |

| 17 de noviembre del 2012, 16:00 | Lobos BUAP                                     | 4:0 (4:3) | Mérida | Estadio Olímpico de la BUAP, Puebla                                  |                                                                      |
|                                 | de Lima 4' · de Souza 27', 88' · Sánchez 45+1' | Reporte   |        | Asistencia: 9,551 espectadores Árbitro(s): Oscar Bernardo Villagómez | Asistencia: 9,551 espectadores Árbitro(s): Oscar Bernardo Villagómez |

#### Neza - Dorados
| 11 de noviembre del 2012, 20:00 | Dorados           | 1:0 (1:0) | Neza | Estadio Banorte, Culiacán                                |                                                          |
|                                 | Blanco 32' (pen.) | Reporte   |      | Asistencia: 11,581 espectadores Árbitro(s): Roberto Ríos | Asistencia: 11,581 espectadores Árbitro(s): Roberto Ríos |

| 18 de noviembre del 2012, 12:00 | Neza      | 1:2 (1:3) | Dorados                 | Estadio Universidad Tecnológica de Nezahualcóyotl, Ciudad Nezahualcóyotl |                                                                   |
|                                 | Guzmán 3' | Reporte   | Osuna 14' · Ramírez 68' | Asistencia: 7,373 espectadores Árbitro(s): Carlos Manuel Martínez        | Asistencia: 7,373 espectadores Árbitro(s): Carlos Manuel Martínez |

### Semifinales

#### Necaxa - Dorados
| 21 de noviembre, 20:30 | Dorados            | 1-1     | Necaxa            | Estadio Banorte, Culiacán                                      |                                                                |
|                        | Gustavo Ramírez 4' | Reporte | Danny Santoya 18' | Asistencia: 16,924 espectadores Árbitro(s): Erick Yair Miranda | Asistencia: 16,924 espectadores Árbitro(s): Erick Yair Miranda |

| 24 de noviembre, 21:00 | Necaxa                                | 2-2     | Dorados                                           | Estadio Victoria, Aguascalientes                                      |                                                                       |
| | Michel García 51' · Danny Santoya 72' | Reporte | Gustavo Ramírez 3' · Marvin de la Cruz 75' (a.g.) | Asistencia: 15,500 espectadores Árbitro(s): Oscar Bernardo Villagómez | Asistencia: 15,500 espectadores Árbitro(s): Oscar Bernardo Villagómez |
| Dorados avanzo a la final con empate global 3-3 por criterio del gol de visitante Víctor Hugo Lojero fallo un penal al minuto 84'. |                                       |         |                                                   |                                                                       |                                                                       |

#### La Piedad - Lobos
| 22 de noviembre, 15:00 | La Piedad   | 1-2     | Lobos BUAP                              | Juan N. López, La Piedad                                       |                                                                |
|                        | Cavallo 12' | Reporte | Hébert Alférez 55' · Diego de Souza 78' | Asistencia: 4,109 espectadores Árbitro(s): Roberto Ríos Jácome | Asistencia: 4,109 espectadores Árbitro(s): Roberto Ríos Jácome |

| 25 de noviembre, 16:00                 | Lobos BUAP | 0-2     | La Piedad                                   | Estadio Olímpico de la BUAP, Puebla                                |                                                                    |
|                                        |            | Reporte | Braulio Godínez 29' · Fernando González 92' | Asistencia: 19,845 espectadores Árbitro(s): Carlos Manuel Martínez | Asistencia: 19,845 espectadores Árbitro(s): Carlos Manuel Martínez |
| La Piedad avanzo a la final 3-2 global |            |         |                                             |                                                                    |                                                                    |

### Final

#### Dorados - La Piedad
| 28 de noviembre, 21:30 | Dorados             | 1-0     | La Piedad | Estadio Banorte, Culiacán                                       |                                                                 |
|                        | Lorenzo Ramírez 61' | Reporte |           | Asistencia: 21,163 espectadores Árbitro(s): Roberto Ríos Jácome | Asistencia: 21,163 espectadores Árbitro(s): Roberto Ríos Jácome |

| 01 de diciembre, 15:00 | La Piedad                              | 3-1     | Dorados                 | Estadio Juan Nepomuceno López, La Piedad                           |                                                                    |
|                        | García 2' · Cavallo 42' · Martínez 94' | Reporte | Luis Humberto Osuna 51' | Asistencia: 20,000 espectadores Árbitro(s): Carlos Manuel Martínez | Asistencia: 20,000 espectadores Árbitro(s): Carlos Manuel Martínez |
| La Piedad campeón      |                                        |         |                         |                                                                    |                                                                    |

#### Final - Ida
| 1     | POR   | Alfredo Frausto         |     |
| 2     | DEF   | Rodrigo Folle           |     |
| 3     | DEF   | Carlos Heriberto Pinto  |     |
| 8     | DEF   | Javier Güemez           |     |
| 35    | DEF   | Fernando López          |     |
| 11    | MED   | Juan de Dios Hernández  |     |
| 15    | MED   | Paulo César Chávez      | 52' |
| 17    | MED   | Mario Humberto Osuna    |     |
| 29    | MED   | Lorenzo Antonio Ramírez |     |
| 10    | DEL   | Cuauhtémoc Blanco       |     |
| 22    | DEL   | Gustavo Adrián Ramírez  |     |
| D. T. | D. T. | Francisco Ramírez Gámez |     |

| 25    | POR   | Leonín Pineda           |     |
| 7     | DEF   | Emmanuel Gil Tapia      |     |
| 15    | DEF   | Jesús Armando Sánchez   |     |
| 18    | DEF   | Juan Carlos Gómez       |     |
| 19    | DEF   | Hugo Cid Sánchez        |     |
| 6     | MED   | Luis Antonio Martínez   |     |
| 16    | MED   | Óscar Emilio Rojas      |     |
| 17    | MED   | Emmanuel García Vaca    | 79' |
| 22    | MED   | Carlos Cárdenas Olivera |     |
| 9     | DEL   | Juan Manuel Cavallo     |     |
| 11    | DEL   | Rafael Murguía González | 75' |
| D. T. | D. T. | Cristóbal Ortega        |     |

| 13 | Centrocampista | Daley Mena | 52' |

| 27 | Delantero | Fernando Sinecio González | 75' |
| 28 | Defensa   | Miguel Ángel Cancela      | 79' |

| 61' | Lorenzo Antonio Ramírez | 1:0 |

| 45' | Alfredo Frausto |

| Principal  | Roberto Ríos Jácome              |
| Asistentes | Igor Itzsvan Flores Florian      |
|            | Christian Kiabek Espinoza Zavala |
| Cuarto     | Arturo Cruz Hurtado              |
| Quinto     | Luis Fernando Valdez Madueño     |

|                    |   |   |
| Tiros              | - | - |
| Tiros a puerta     | - | - |
| Faltas             | - | - |
| Saques de esquina  | - | - |
| Penaltis           | - | - |
| Fueras de juego    | - | - |
| Posesión del balón | % | % |

| Alineación inicial |

| 1     | POR   | Alfredo Frausto         |     |
| 2     | DEF   | Rodrigo Folle           |     |
| 3     | DEF   | Carlos Heriberto Pinto  |     |
| 8     | DEF   | Javier Güemez           |     |
| 35    | DEF   | Fernando López          |     |
| 11    | MED   | Juan de Dios Hernández  |     |
| 15    | MED   | Paulo César Chávez      | 52' |
| 17    | MED   | Mario Humberto Osuna    |     |
| 29    | MED   | Lorenzo Antonio Ramírez |     |
| 10    | DEL   | Cuauhtémoc Blanco       |     |
| 22    | DEL   | Gustavo Adrián Ramírez  |     |
| D. T. | D. T. | Francisco Ramírez Gámez |     |

| 25    | POR   | Leonín Pineda           |     |
| 7     | DEF   | Emmanuel Gil Tapia      |     |
| 15    | DEF   | Jesús Armando Sánchez   |     |
| 18    | DEF   | Juan Carlos Gómez       |     |
| 19    | DEF   | Hugo Cid Sánchez        |     |
| 6     | MED   | Luis Antonio Martínez   |     |
| 16    | MED   | Óscar Emilio Rojas      |     |
| 17    | MED   | Emmanuel García Vaca    | 79' |
| 22    | MED   | Carlos Cárdenas Olivera |     |
| 9     | DEL   | Juan Manuel Cavallo     |     |
| 11    | DEL   | Rafael Murguía González | 75' |
| D. T. | D. T. | Cristóbal Ortega        |     |

| 13 | Centrocampista | Daley Mena | 52' |

| 27 | Delantero | Fernando Sinecio González | 75' |
| 28 | Defensa   | Miguel Ángel Cancela      | 79' |

| 61' | Lorenzo Antonio Ramírez | 1:0 |

| 45' | Alfredo Frausto |

| Principal  | Roberto Ríos Jácome              |
| Asistentes | Igor Itzsvan Flores Florian      |
|            | Christian Kiabek Espinoza Zavala |
| Cuarto     | Arturo Cruz Hurtado              |
| Quinto     | Luis Fernando Valdez Madueño     |

|                    |   |   |
| Tiros              | - | - |
| Tiros a puerta     | - | - |
| Faltas             | - | - |
| Saques de esquina  | - | - |
| Penaltis           | - | - |
| Fueras de juego    | - | - |
| Posesión del balón | % | % |

| Alineación inicial |

| 1     | POR   | Alfredo Frausto         |     |
| 2     | DEF   | Rodrigo Folle           |     |
| 3     | DEF   | Carlos Heriberto Pinto  |     |
| 8     | DEF   | Javier Güemez           |     |
| 35    | DEF   | Fernando López          |     |
| 11    | MED   | Juan de Dios Hernández  |     |
| 15    | MED   | Paulo César Chávez      | 52' |
| 17    | MED   | Mario Humberto Osuna    |     |
| 29    | MED   | Lorenzo Antonio Ramírez |     |
| 10    | DEL   | Cuauhtémoc Blanco       |     |
| 22    | DEL   | Gustavo Adrián Ramírez  |     |
| D. T. | D. T. | Francisco Ramírez Gámez |     |

| 25    | POR   | Leonín Pineda           |     |
| 7     | DEF   | Emmanuel Gil Tapia      |     |
| 15    | DEF   | Jesús Armando Sánchez   |     |
| 18    | DEF   | Juan Carlos Gómez       |     |
| 19    | DEF   | Hugo Cid Sánchez        |     |
| 6     | MED   | Luis Antonio Martínez   |     |
| 16    | MED   | Óscar Emilio Rojas      |     |
| 17    | MED   | Emmanuel García Vaca    | 79' |
| 22    | MED   | Carlos Cárdenas Olivera |     |
| 9     | DEL   | Juan Manuel Cavallo     |     |
| 11    | DEL   | Rafael Murguía González | 75' |
| D. T. | D. T. | Cristóbal Ortega        |     |

| 13 | Centrocampista | Daley Mena | 52' |

| 27 | Delantero | Fernando Sinecio González | 75' |
| 28 | Defensa   | Miguel Ángel Cancela      | 79' |

| 61' | Lorenzo Antonio Ramírez | 1:0 |

| 45' | Alfredo Frausto |

| Principal  | Roberto Ríos Jácome              |
| Asistentes | Igor Itzsvan Flores Florian      |
|            | Christian Kiabek Espinoza Zavala |
| Cuarto     | Arturo Cruz Hurtado              |
| Quinto     | Luis Fernando Valdez Madueño     |

|                    |   |   |
| Tiros              | - | - |
| Tiros a puerta     | - | - |
| Faltas             | - | - |
| Saques de esquina  | - | - |
| Penaltis           | - | - |
| Fueras de juego    | - | - |
| Posesión del balón | % | % |

| Alineación inicial |

| 1     | POR   | Alfredo Frausto         |     |
| 2     | DEF   | Rodrigo Folle           |     |
| 3     | DEF   | Carlos Heriberto Pinto  |     |
| 8     | DEF   | Javier Güemez           |     |
| 35    | DEF   | Fernando López          |     |
| 11    | MED   | Juan de Dios Hernández  |     |
| 15    | MED   | Paulo César Chávez      | 52' |
| 17    | MED   | Mario Humberto Osuna    |     |
| 29    | MED   | Lorenzo Antonio Ramírez |     |
| 10    | DEL   | Cuauhtémoc Blanco       |     |
| 22    | DEL   | Gustavo Adrián Ramírez  |     |
| D. T. | D. T. | Francisco Ramírez Gámez |     |

| 25    | POR   | Leonín Pineda           |     |
| 7     | DEF   | Emmanuel Gil Tapia      |     |
| 15    | DEF   | Jesús Armando Sánchez   |     |
| 18    | DEF   | Juan Carlos Gómez       |     |
| 19    | DEF   | Hugo Cid Sánchez        |     |
| 6     | MED   | Luis Antonio Martínez   |     |
| 16    | MED   | Óscar Emilio Rojas      |     |
| 17    | MED   | Emmanuel García Vaca    | 79' |
| 22    | MED   | Carlos Cárdenas Olivera |     |
| 9     | DEL   | Juan Manuel Cavallo     |     |
| 11    | DEL   | Rafael Murguía González | 75' |
| D. T. | D. T. | Cristóbal Ortega        |     |

| 13 | Centrocampista | Daley Mena | 52' |

| 27 | Delantero | Fernando Sinecio González | 75' |
| 28 | Defensa   | Miguel Ángel Cancela      | 79' |

| 61' | Lorenzo Antonio Ramírez | 1:0 |

| 45' | Alfredo Frausto |

| Principal  | Roberto Ríos Jácome              |
| Asistentes | Igor Itzsvan Flores Florian      |
|            | Christian Kiabek Espinoza Zavala |
| Cuarto     | Arturo Cruz Hurtado              |
| Quinto     | Luis Fernando Valdez Madueño     |

|                    |   |   |
| Tiros              | - | - |
| Tiros a puerta     | - | - |
| Faltas             | - | - |
| Saques de esquina  | - | - |
| Penaltis           | - | - |
| Fueras de juego    | - | - |
| Posesión del balón | % | % |

| Alineación inicial |

#### Final - Vuelta
| 25    | POR   | Leonin Pineda    |      |
| 5     | DEF   | Braulio Godínez  |      |
| 7     | DEF   | Emmanuel Gil     |      |
| 15    | DEF   | Jesús Sánchez    |      |
| 19    | DEF   | Hugo Cid         | 59'  |
| 22    | DEF   | Carlos Cárdenas  |      |
| 6     | MED   | Luis Martínez    |      |
| 16    | MED   | Óscar Rojas      |      |
| 17    | MED   | Emmanuel García  | 104' |
| 9     | DEL   | Juan Cavallo     |      |
| 11    | DEL   | Rafael Murguía   | 70'  |
| D. T. | D. T. | Cristóbal Ortega |      |

| 1     | POR   | Alfredo Frausto   |     |
| 2     | DEF   | Rodrigo Follé     |     |
| 5     | DEF   | Elio Castro       |     |
| 7     | DEF   | Carlos Pinto      |     |
| 8     | MED   | Javier Güémez     |     |
| 11    | MED   | Juan Hernández    |     |
| 17    | MED   | Mario Osuna       |     |
| 25    | MED   | Daley Mena        | 51' |
| 29    | MED   | Lorenzo Ramírez   | 80' |
| 10    | DEL   | Cuauhtémoc Blanco |     |
| 22    | DEL   | Gustavo Ramírez   | 60' |
| D. T. | D. T. | Francisco Ramírez |     |

| 8  | Centrocampista | José Piña      | 59'  |
| 18 | Centrocampista | Juan Gómez     | 70'  |
| 23 | Delantero      | Jesús Palacios | 104' |

| 15 | Centrocampista | Paulo Chávez     | 51' |
| 4  | Defensa        | Sergio Quiroz    | 60' |
| 19 | Centrocampista | Héctor Velázquez | 80' |

| 2' · 41' · 93' | Emmanuel García Juan Cavallo Luis Martínez | 1:0 2:0 3:1 |

| 50' | Gustavo Ramírez | 2:1 |

| 15' · 22' · 119' | Jesús Sánchez Carlos Cárdenas Leonin Pineda |

| 11' · 15' · 28' · 62' · 96' | Gustavo Ramírez Cuauhtémoc Blanco Juan Hernández Mario Osuna Sergio Quiroz |

| 65' · 68' | Jesús Sánchez Carlos Cárdenas |

| 11' · 120' | Javier Güémez Alfredo Frausto |

| Principal  | Carlos Manuel Martínez Soto |
| Asistentes | Pablo Israel Hernández Luna |
|            | Yonan Alcántara Lobera      |
| Cuarto     | Erick Yair Miranda Galindo  |

|                    |   |   |
| Tiros              | - | - |
| Tiros a puerta     | - | - |
| Faltas             | - | - |
| Saques de esquina  | - | - |
| Penaltis           | - | - |
| Fueras de juego    | - | - |
| Posesión del balón | % | % |

| Alineación inicial |

| 25    | POR   | Leonin Pineda    |      |
| 5     | DEF   | Braulio Godínez  |      |
| 7     | DEF   | Emmanuel Gil     |      |
| 15    | DEF   | Jesús Sánchez    |      |
| 19    | DEF   | Hugo Cid         | 59'  |
| 22    | DEF   | Carlos Cárdenas  |      |
| 6     | MED   | Luis Martínez    |      |
| 16    | MED   | Óscar Rojas      |      |
| 17    | MED   | Emmanuel García  | 104' |
| 9     | DEL   | Juan Cavallo     |      |
| 11    | DEL   | Rafael Murguía   | 70'  |
| D. T. | D. T. | Cristóbal Ortega |      |

| 1     | POR   | Alfredo Frausto   |     |
| 2     | DEF   | Rodrigo Follé     |     |
| 5     | DEF   | Elio Castro       |     |
| 7     | DEF   | Carlos Pinto      |     |
| 8     | MED   | Javier Güémez     |     |
| 11    | MED   | Juan Hernández    |     |
| 17    | MED   | Mario Osuna       |     |
| 25    | MED   | Daley Mena        | 51' |
| 29    | MED   | Lorenzo Ramírez   | 80' |
| 10    | DEL   | Cuauhtémoc Blanco |     |
| 22    | DEL   | Gustavo Ramírez   | 60' |
| D. T. | D. T. | Francisco Ramírez |     |

| 8  | Centrocampista | José Piña      | 59'  |
| 18 | Centrocampista | Juan Gómez     | 70'  |
| 23 | Delantero      | Jesús Palacios | 104' |

| 15 | Centrocampista | Paulo Chávez     | 51' |
| 4  | Defensa        | Sergio Quiroz    | 60' |
| 19 | Centrocampista | Héctor Velázquez | 80' |

| 2' · 41' · 93' | Emmanuel García Juan Cavallo Luis Martínez | 1:0 2:0 3:1 |

| 50' | Gustavo Ramírez | 2:1 |

| 15' · 22' · 119' | Jesús Sánchez Carlos Cárdenas Leonin Pineda |

| 11' · 15' · 28' · 62' · 96' | Gustavo Ramírez Cuauhtémoc Blanco Juan Hernández Mario Osuna Sergio Quiroz |

| 65' · 68' | Jesús Sánchez Carlos Cárdenas |

| 11' · 120' | Javier Güémez Alfredo Frausto |

| Principal  | Carlos Manuel Martínez Soto |
| Asistentes | Pablo Israel Hernández Luna |
|            | Yonan Alcántara Lobera      |
| Cuarto     | Erick Yair Miranda Galindo  |

|                    |   |   |
| Tiros              | - | - |
| Tiros a puerta     | - | - |
| Faltas             | - | - |
| Saques de esquina  | - | - |
| Penaltis           | - | - |
| Fueras de juego    | - | - |
| Posesión del balón | % | % |

| Alineación inicial |

| 25    | POR   | Leonin Pineda    |      |
| 5     | DEF   | Braulio Godínez  |      |
| 7     | DEF   | Emmanuel Gil     |      |
| 15    | DEF   | Jesús Sánchez    |      |
| 19    | DEF   | Hugo Cid         | 59'  |
| 22    | DEF   | Carlos Cárdenas  |      |
| 6     | MED   | Luis Martínez    |      |
| 16    | MED   | Óscar Rojas      |      |
| 17    | MED   | Emmanuel García  | 104' |
| 9     | DEL   | Juan Cavallo     |      |
| 11    | DEL   | Rafael Murguía   | 70'  |
| D. T. | D. T. | Cristóbal Ortega |      |

| 1     | POR   | Alfredo Frausto   |     |
| 2     | DEF   | Rodrigo Follé     |     |
| 5     | DEF   | Elio Castro       |     |
| 7     | DEF   | Carlos Pinto      |     |
| 8     | MED   | Javier Güémez     |     |
| 11    | MED   | Juan Hernández    |     |
| 17    | MED   | Mario Osuna       |     |
| 25    | MED   | Daley Mena        | 51' |
| 29    | MED   | Lorenzo Ramírez   | 80' |
| 10    | DEL   | Cuauhtémoc Blanco |     |
| 22    | DEL   | Gustavo Ramírez   | 60' |
| D. T. | D. T. | Francisco Ramírez |     |

| 8  | Centrocampista | José Piña      | 59'  |
| 18 | Centrocampista | Juan Gómez     | 70'  |
| 23 | Delantero      | Jesús Palacios | 104' |

| 15 | Centrocampista | Paulo Chávez     | 51' |
| 4  | Defensa        | Sergio Quiroz    | 60' |
| 19 | Centrocampista | Héctor Velázquez | 80' |

| 2' · 41' · 93' | Emmanuel García Juan Cavallo Luis Martínez | 1:0 2:0 3:1 |

| 50' | Gustavo Ramírez | 2:1 |

| 15' · 22' · 119' | Jesús Sánchez Carlos Cárdenas Leonin Pineda |

| 11' · 15' · 28' · 62' · 96' | Gustavo Ramírez Cuauhtémoc Blanco Juan Hernández Mario Osuna Sergio Quiroz |

| 65' · 68' | Jesús Sánchez Carlos Cárdenas |

| 11' · 120' | Javier Güémez Alfredo Frausto |

| Principal  | Carlos Manuel Martínez Soto |
| Asistentes | Pablo Israel Hernández Luna |
|            | Yonan Alcántara Lobera      |
| Cuarto     | Erick Yair Miranda Galindo  |

|                    |   |   |
| Tiros              | - | - |
| Tiros a puerta     | - | - |
| Faltas             | - | - |
| Saques de esquina  | - | - |
| Penaltis           | - | - |
| Fueras de juego    | - | - |
| Posesión del balón | % | % |

| Alineación inicial |

| 25    | POR   | Leonin Pineda    |      |
| 5     | DEF   | Braulio Godínez  |      |
| 7     | DEF   | Emmanuel Gil     |      |
| 15    | DEF   | Jesús Sánchez    |      |
| 19    | DEF   | Hugo Cid         | 59'  |
| 22    | DEF   | Carlos Cárdenas  |      |
| 6     | MED   | Luis Martínez    |      |
| 16    | MED   | Óscar Rojas      |      |
| 17    | MED   | Emmanuel García  | 104' |
| 9     | DEL   | Juan Cavallo     |      |
| 11    | DEL   | Rafael Murguía   | 70'  |
| D. T. | D. T. | Cristóbal Ortega |      |

| 1     | POR   | Alfredo Frausto   |     |
| 2     | DEF   | Rodrigo Follé     |     |
| 5     | DEF   | Elio Castro       |     |
| 7     | DEF   | Carlos Pinto      |     |
| 8     | MED   | Javier Güémez     |     |
| 11    | MED   | Juan Hernández    |     |
| 17    | MED   | Mario Osuna       |     |
| 25    | MED   | Daley Mena        | 51' |
| 29    | MED   | Lorenzo Ramírez   | 80' |
| 10    | DEL   | Cuauhtémoc Blanco |     |
| 22    | DEL   | Gustavo Ramírez   | 60' |
| D. T. | D. T. | Francisco Ramírez |     |

| 8  | Centrocampista | José Piña      | 59'  |
| 18 | Centrocampista | Juan Gómez     | 70'  |
| 23 | Delantero      | Jesús Palacios | 104' |

| 15 | Centrocampista | Paulo Chávez     | 51' |
| 4  | Defensa        | Sergio Quiroz    | 60' |
| 19 | Centrocampista | Héctor Velázquez | 80' |

| 2' · 41' · 93' | Emmanuel García Juan Cavallo Luis Martínez | 1:0 2:0 3:1 |

| 50' | Gustavo Ramírez | 2:1 |

| 15' · 22' · 119' | Jesús Sánchez Carlos Cárdenas Leonin Pineda |

| 11' · 15' · 28' · 62' · 96' | Gustavo Ramírez Cuauhtémoc Blanco Juan Hernández Mario Osuna Sergio Quiroz |

| 65' · 68' | Jesús Sánchez Carlos Cárdenas |

| 11' · 120' | Javier Güémez Alfredo Frausto |

| Principal  | Carlos Manuel Martínez Soto |
| Asistentes | Pablo Israel Hernández Luna |
|            | Yonan Alcántara Lobera      |
| Cuarto     | Erick Yair Miranda Galindo  |

|                    |   |   |
| Tiros              | - | - |
| Tiros a puerta     | - | - |
| Faltas             | - | - |
| Saques de esquina  | - | - |
| Penaltis           | - | - |
| Fueras de juego    | - | - |
| Posesión del balón | % | % |

| Alineación inicial |

|                              |
| La Piedad Campeón 2º título. |

| Predecesor: Clausura 2012 | Temporadas de la Liga de Ascenso de México Apertura 2012 | Sucesor: Clausura 2013 |